# Bảo tàng Lịch sử Tự nhiên ở Kraków

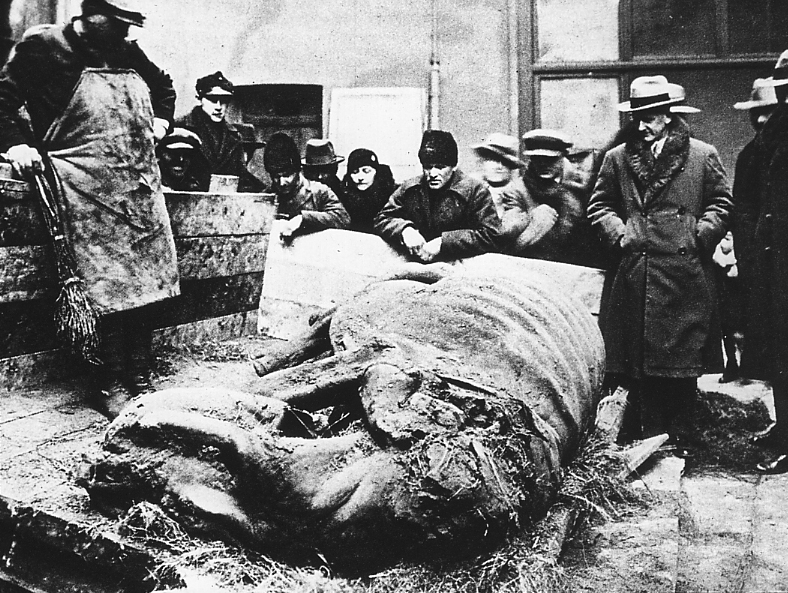
Hóa thạch của loài Tê giác lông mượt được phát hiện tại Starunia vào năm 1929

Bảo tàng Lịch sử Tự nhiên ở Kraków (tiếng Ba Lan: Muzeum Przyrodnicze w Krakowie) là bảo tàng do Viện Hệ thống học và Tiến hóa Động vật thuộc Viện Hàn lâm Khoa học Ba Lan (PAS) quản lý, có địa chỉ tại số 9 phố St. Sebastian, thành phố Kraków, thuộc tỉnh Małopolskie, Ba Lan.

## Lịch sử
Bảo tàng Lịch sử Tự nhiên ở Kraków bắt đầu hình thành từ năm 1865. Tên tuổi của bảo tàng gắn liền với việc trưng bày mẫu vật hóa thạch của loài Tê giác lông mượt (một sinh vật thời tiền sử có niên đại khoảng 30.000 năm trước) được khai quật vào năm 1929 tại Starunia (hiện nay thuộc Ukraina).
Viện Hệ thống học và Tiến hóa Động vật thuộc Viện Hàn lâm Khoa học Ba Lan chính thức được thành lập vào năm 1989. Bốn năm sau, bảo tàng của viện chuyển trụ sở hoạt động đến tòa nhà số 9 phố St. Sebastian (như hiện nay).

## Triển lãm
Bảo tàng có tổ chức các cuộc triển lãm xoay quanh về các chủ đề như: các loài động vật thân mềm, khoáng vật, hóa thạch động vật, các loài động vật có vú nhỏ, bò sát, lưỡng cư hoặc bọ cánh cứng.

## Hình ảnh

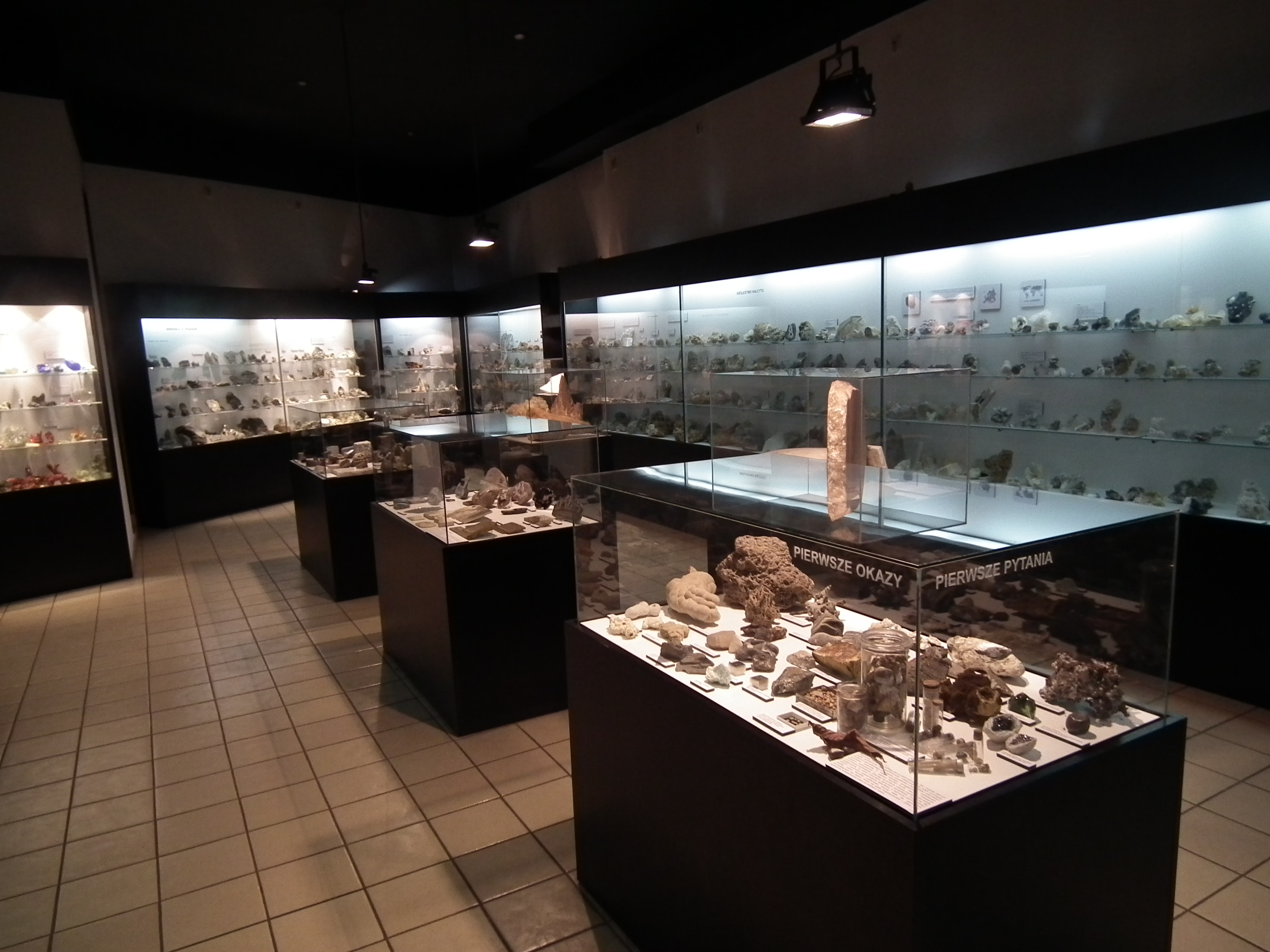
Một góc trưng bày (gian khoáng sản)
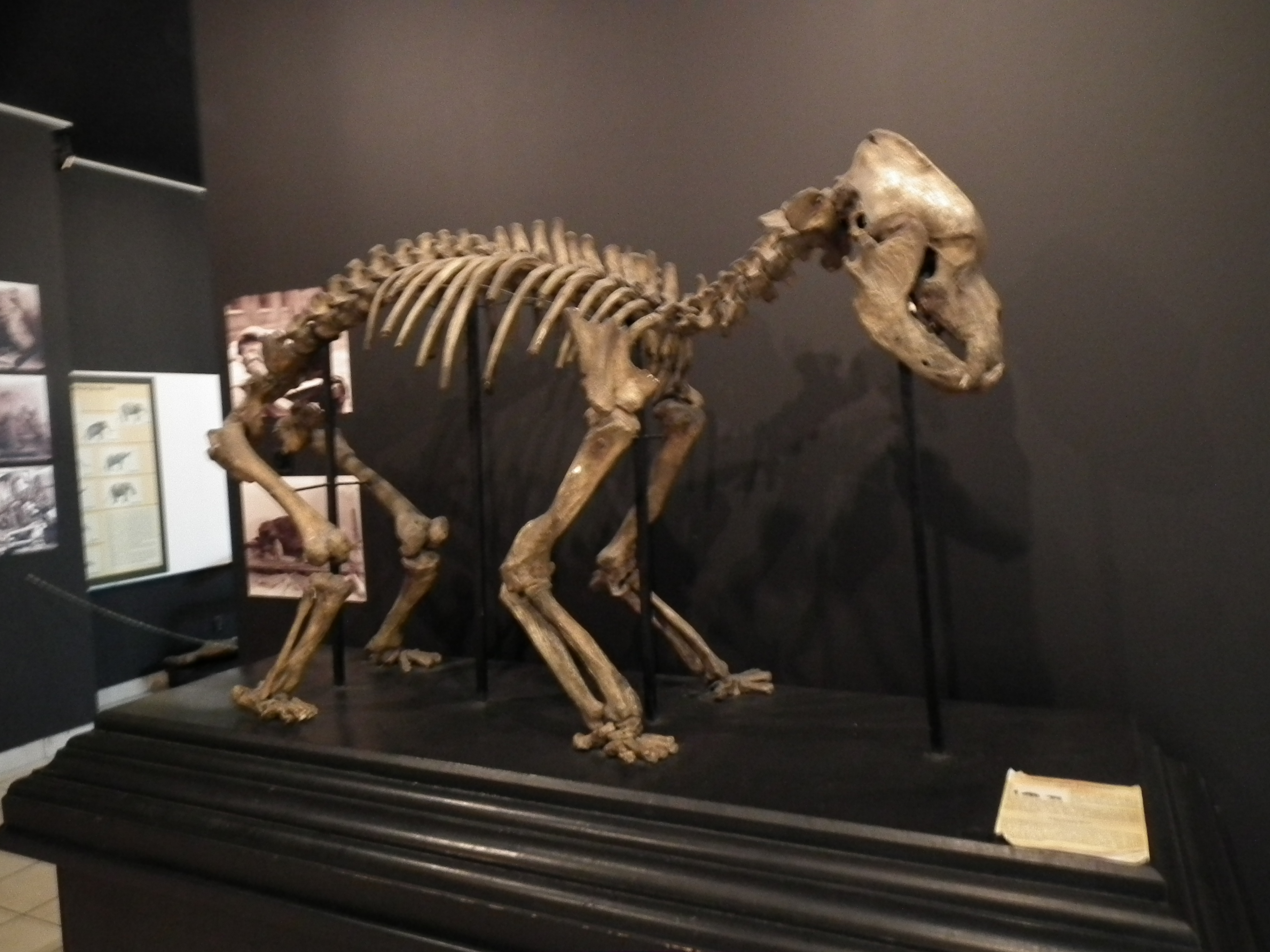
Xương gấu
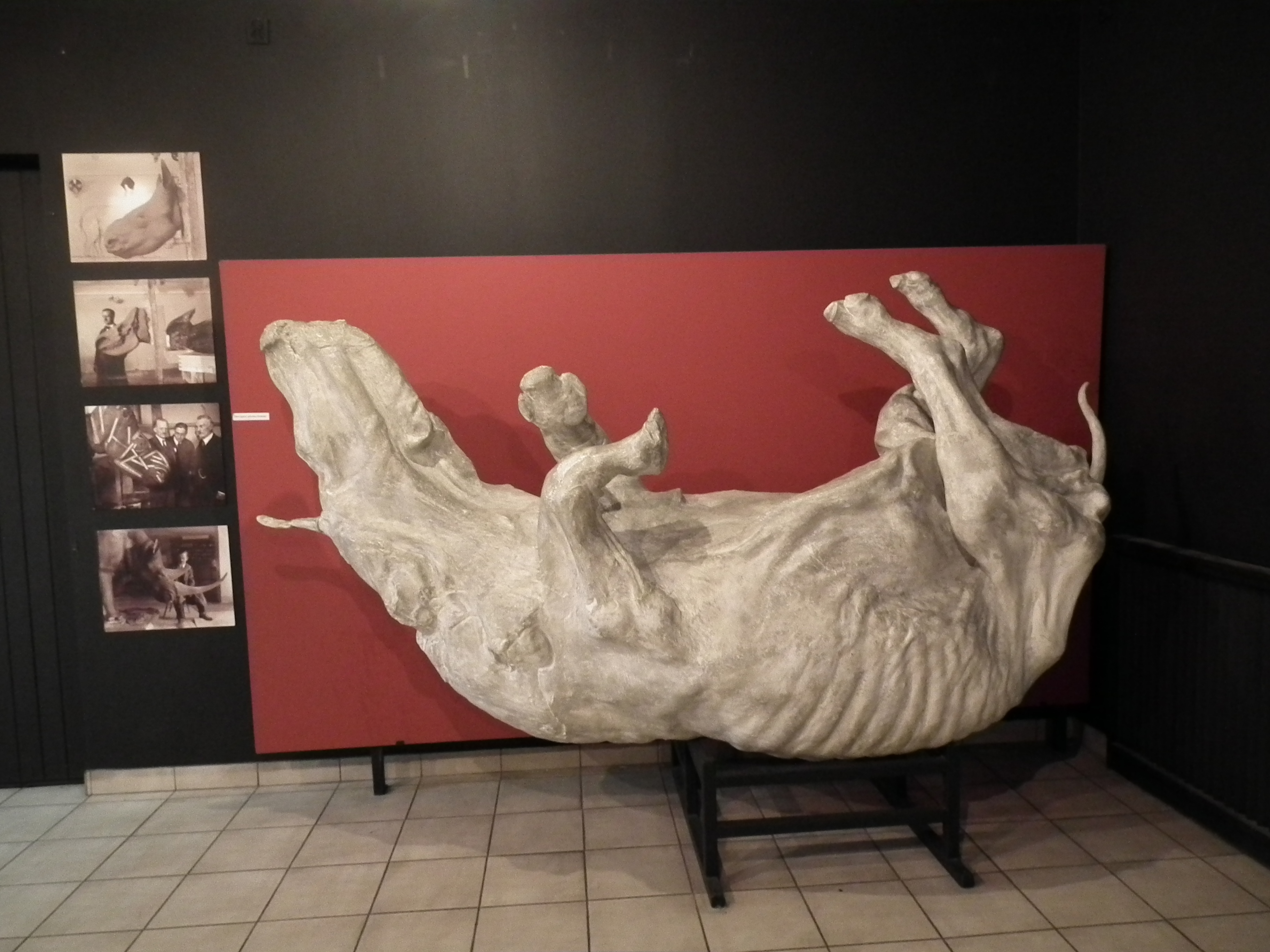